# Saint-Pierre-Lafeuille

Saint-Pierre-Lafeuille este o comună în departamentul Lot din sudul Franței. În 2009 avea o populație de 352 de locuitori.

## Evoluția populației
| An        | 1975 | 1982 | 1990 | 1999 | 2006 | 2009 |
| --------- | ---- | ---- | ---- | ---- | ---- | ---- |
| Populație | 123  | 182  | 217  | 292  | 331  | 352  |